# Grand Prix Szwajcarii 1952
Grand Prix Szwajcarii 1952 (oryg. Grosser Preis der Schweiz) – pierwsza runda Mistrzostw Świata Formuły 1 w sezonie 1952, która odbyła się 18 maja 1952 po raz trzeci na torze Circuit Bremgarten.
12. Grand Prix Szwajcarii, trzecie zaliczane do Mistrzostw Świata Formuły 1.

## Lista startowa
Na niebieskim tle kierowcy, który wycofali się przed treningiem.
| Nr      | Kierowca                | Zespół                     | Samochód          | Silnik                    | Opony |
| ------- | ----------------------- | -------------------------- | ----------------- | ------------------------- | ----- |
| 2       | Hans Stuck              | AFM                        | AFM 6             | Küchen 2.0L V8            | E     |
| 4       | Toni Ulmen              | Toni Ulmen (prywatnie)     | Veritas Meteor    | Veritas 2.0L 6C           | D     |
| 6       | Jean Behra              | Equipe Gordini             | Gordini T16       | Gordini 20 2L 6C          | E     |
| 8       | Robert Manzon           | Equipe Gordini             | Gordini T16       | Gordini 20 2L 6C          | E     |
| 10      | Prince Bira             | Equipe Gordini             | Simca-Gordini T15 | Gordini 1500 1.5L 4C      | E     |
| 12      | Louis Rosier            | Ecurie Rosier              | Ferrari 500       | Ferrari Type 500 2L 4C    | D     |
| 14      | Maurice Trintignant     | Ecurie Rosier              | Ferrari 166       | Ferrari 125 F1 1.5L V12   | P     |
| 16      | George Abecassis        | HW Motors                  | HWM 52            | Alta F2 2L 4C             | D     |
| 18      | Peter Collins           | HW Motors                  | HWM 52            | Alta F2 2L 4C             | D     |
| 20      | Lance Macklin           | HW Motors                  | HWM 52            | Alta F2 2L 4C             | D     |
| 22      | Ken Wharton             | Scuderia Franera           | Frazer Nash FN48  | Bristol BS1 2L 6C         | D     |
| 24      | Eric Brandon            | Ecurie Richmond            | Cooper T20        | Bristol BS1 2L 6C         | D     |
| 26      | Alan Brown              | Ecurie Richmond            | Cooper T20        | Bristol BS1 2L 6C         | D     |
| 28      | Giuseppe Farina         | Scuderia Ferrari           | Ferrari 500       | Ferrari Type 500 2L 4C    | P     |
| 30      | Piero Taruffi           | Scuderia Ferrari           | Ferrari 500       | Ferrari Type 500 2L 4C    | P     |
| 32      | André Simon             | Scuderia Ferrari           | Ferrari 500       | Ferrari Type 500 2L 4C    | P     |
| 34      | Juan Manuel Fangio      | Officine Alfieri Maserati  | Maserati A6GCM    | Maserati A6G 2L 6C        | P     |
| 36      | José Froilán González   | Officine Alfieri Maserati  | Maserati A6GCM    | Maserati A6G 2L 6C        | P     |
| 38      | Emmanuel de Graffenried | Enrico Platé               | Maserati 4CLT-48  | Platé 2L 4C               | P     |
| 40      | Harry Schell            | Enrico Platé               | Maserati 4CLT-50  | Platé 2L 4C               | P     |
| 42      | Rudi Fischer            | Ecurie Espadon             | Ferrari 500       | Ferrari Type 500 2L 4C    | P     |
| 44      | Peter Hirt              | Ecurie Espadon             | Ferrari 212       | Ferrari Type 375 4.5L V12 | P     |
| 46      | Stirling Moss           | HW Motors                  | HWM 52            | Alta F2 2L 4C             | D     |
| 50      | Max de Terra            | Alfred Dattner (prywatnie) | Simca-Gordini T11 | Gordini 1500 1.5L 4C      | E     |
| Źródła: |                         |                            |                   |                           |       |

Uwagi
1. ↑  Alfred Dattner miał początkowo jechać autem nr 50, lecz na skutek choroby za niego pojechał Max de Terra.

## Wyniki

### Kwalifikacje
Źródło: racing-reference.info
| P  | Nr | Kierowca                | Konstruktor(-silnik) | Opony | Czas       | Odstęp | Strata |
| -- | -- | ----------------------- | -------------------- | ----- | ---------- | ------ | ------ |
| 1  | 28 | Giuseppe Farina         | Ferrari              | P     | 2:47,5     | -      | -      |
| 2  | 30 | Piero Taruffi           | Ferrari              | P     | 2:50,1     | +2,6   | +2,6   |
| 3  | 8  | Robert Manzon           | Gordini              | E     | 2:52,1     | +2,0   | +4,6   |
| 4  | 32 | André Simon             | Ferrari              | P     | 2:52,4     | +0,3   | +4,9   |
| 5  | 42 | Rudi Fischer            | Ferrari              | P     | 2:53,3     | +0,9   | +5,8   |
| 6  | 18 | Peter Collins           | HWM-Alta             | D     | 2:55,9     | +2,6   | +8,4   |
| 7  | 6  | Jean Behra              | Gordini              | E     | 2:55,9     | +0,0   | +8,4   |
| 8  | 38 | Emmanuel de Graffenried | Maserati-Platé       | P     | 2:56,4     | +0,5   | +8,9   |
| 9  | 46 | Stirling Moss           | HWM-Alta             | D     | 2:56,4     | +0,0   | +8,9   |
| 10 | 16 | George Abecassis        | HWM-Alta             | D     | 2:56,9     | +0,5   | +9,4   |
| 11 | 10 | Prince Bira             | Simca-Gordini        | E     | 2:59,3     | +2,4   | +11,8  |
| 12 | 20 | Lance Macklin           | HWM-Alta             | D     | 3:00,2     | +0,9   | +12,7  |
| 13 | 22 | Ken Wharton             | Frazer Nash-Bristol  | D     | 3:00,9     | +0,7   | +13,4  |
| 14 | 2  | Hans Stuck              | AFM-Küchen           | E     | 3:01,7     | +0,8   | +14,2  |
| 15 | 26 | Alan Brown              | Cooper-Bristol       | D     | 3:02,5     | +0,8   | +15,0  |
| 16 | 4  | Toni Ulmen              | Veritas              | D     | 3:05,6     | +3,1   | +18,1  |
| 17 | 24 | Eric Brandon            | Cooper-Bristol       | D     | 3:05,8     | +0,2   | +18,3  |
| 18 | 40 | Harry Schell            | Maserati-Platé       | P     | 3:07,6     | +1,8   | +20,1  |
| 19 | 44 | Peter Hirt              | Ferrari              | P     | 3:10,2     | +2,6   | +22,7  |
| 20 | 12 | Louis Rosier            | Ferrari              | D     | brak czasu |        |        |
| 21 | 50 | Max de Terra            | Simca-Gordini        | E     | brak czasu |        |        |
| 22 | 14 | Maurice Trintignant     | Ferrari              | P     | brak czasu |        |        |
| P  | Nr | Kierowca                | Konstruktor(-silnik) | Opony | Czas       | Odstęp | Strata |

### Wyścig
Źródła: 
| P                                                     | + / – | Nr | Kierowca                    | Konstruktor         | Opony | Okr.  | Czas / Strata | Komentarz            |
| ----------------------------------------------------- | ----- | -- | --------------------------- | ------------------- | ----- | ----- | ------------- | -------------------- |
| 1                                                     | 1     | 30 | Piero Taruffi               | Ferrari             | P     | 62    | 3h01m46,1     |                      |
| 2                                                     | 3     | 42 | Rudi Fischer                | Ferrari             | P     | 62    | +2:37,2       |                      |
| 3                                                     | 4     | 6  | Jean Behra                  | Gordini             | E     | 61    | +1 okr.       |                      |
| 4                                                     | 9     | 22 | Ken Wharton                 | Frazer Nash-Bristol | D     | 60    | +2 okr.       |                      |
| 5                                                     | 10    | 26 | Alan Brown                  | Cooper-Bristol      | D     | 59    | +3 okr.       |                      |
| 6                                                     | 2     | 38 | Emmanuel de Graffenried     | Maserati-Platé      | P     | 58    | +4 okr.       |                      |
| 7                                                     | 12    | 44 | Peter Hirt                  | Ferrari             | P     | 56    | +6 okr.       |                      |
| 8                                                     | 9     | 24 | Eric Brandon                | Cooper-Bristol      | D     | 55    | +7 okr.       |                      |
| Niesklasyfikowani                                     |       |    |                             |                     |       |       |               |                      |
|                                                       |       | 10 | Prince Bira                 | Simca-Gordini       | E     | 52    | +10 okr.      | silnik               |
|                                                       |       | 32 | André Simon Giuseppe Farina | Ferrari             | P     | 22 29 | +11 okr.      | iskrownik,           |
|                                                       |       | 40 | Harry Schell                | Maserati-Platé      | P     | 31    | +31 okr.      | silnik               |
|                                                       |       | 46 | Stirling Moss               | HWM-Alta            | D     | 24    | +38 okr.      | wycofał się          |
|                                                       |       | 20 | Lance Macklin               | HWM-Alta            | D     | 24    | +38 okr.      | wycofał się          |
|                                                       |       | 8  | Robert Manzon               | Gordini             | E     | 20    | +42 okr.      | radiator             |
|                                                       |       | 28 | Giuseppe Farina             | Ferrari             | P     | 16    | +46 okr.      | iskrownik            |
|                                                       |       | 18 | Peter Collins               | HWM-Alta            | D     | 12    | +50 okr.      | wypadek              |
|                                                       |       | 16 | George Abecassis            | HWM-Alta            | D     | 12    | +50 okr.      | wypadek              |
|                                                       |       | 2  | Hans Stuck                  | AFM-Küchen          | E     | 4     | +58 okr.      | silnik               |
|                                                       |       | 4  | Toni Ulmen                  | Veritas             | D     | 4     | +58 okr.      | wyciek paliwa        |
|                                                       |       | 12 | Louis Rosier                | Ferrari             | D     | 2     | +60 okr.      | wypadek              |
|                                                       |       | 50 | Max de Terra                | Simca-Gordini       | E     | 1     | +61 okr.      | iskrownik            |
| Nie wystartowali / niedopuszczeni do ponownego startu |       |    |                             |                     |       |       |               |                      |
|                                                       |       | 14 | Maurice Trintignant         | Ferrari             | P     | 0     |               | silnik               |
|                                                       |       | 34 | Juan Manuel Fangio          | Maserati            | P     | 0     |               | samochód niedostępny |
|                                                       |       | 36 | José Froilán González       | Maserati            | P     | 0     |               | samochód niedostępny |
|                                                       |       | 50 | Alfred Dattner              | Simca-Gordini       | E     | 0     |               | choroba              |
| P                                                     | + / – | Nr | Kierowca                    | Konstruktor         | Opony | Okr.  | Czas / Strata | Komentarz            |

Uwagi
1. ↑  Bolid współdzielony.

### Najszybsze okrążenie
Źródło: statsf1.com
| Nr | Kierowca      | Konstruktor | Czas   | Okr. |
| -- | ------------- | ----------- | ------ | ---- |
| 30 | Piero Taruffi | Ferrari     | 2:49,1 | 46   |

### Prowadzenie w wyścigu
Źródło: statsf1.com
| Nr                              | Kierowca        | Konstruktor | Okrążenia | Suma |
| ------------------------------- | --------------- | ----------- | --------- | ---- |
| 30                              | Piero Taruffi   | Ferrari     | 17-62     | 46   |
| 28                              | Giuseppe Farina | Ferrari     | 1-16      | 16   |
| \| Wykres \| \| ------ \| \| \| |                 |             |           |      |
| Wykres                          |                 |             |           |      |
|                                 |                 |             |           |      |

## Klasyfikacja po wyścigu
Pierwsza piątka otrzymywała punkty według klucza 8-6-4-3-2, 1 punkt przyznawany był dla kierowcy, który wykonał najszybsze okrążenie w wyścigu. Klasyfikacja konstruktorów została wprowadzona w 1958 roku. Liczone było tylko 4 najlepsze wyścigi danego kierowcy.
Uwzględniono tylko kierowców, którzy zdobyli jakiekolwiek punkty
| P | +/− | Kierowca      | Starty | Punkty | P1 | P2 | P3 | PP | NO | NS |
| - | --- | ------------- | ------ | ------ | -- | -- | -- | -- | -- | -- |
| 1 | N   | Piero Taruffi | 1      | 9      | 1  | –  | –  | –  | 1  | –  |
| 2 | N   | Rudi Fischer  | 1      | 6      | –  | 1  | –  | –  | –  | –  |
| 3 | N   | Jean Behra    | 1      | 4      | –  | –  | 1  | –  | –  | –  |
| 4 | N   | Ken Wharton   | 1      | 3      | –  | –  | –  | –  | –  | –  |
| 5 | N   | Alan Brown    | 1      | 2      | –  | –  | –  | –  | –  | –  |
| P | +/− | Kierowca      | Starty | Punkty | P1 | P2 | P3 | PP | NO | NS |